# El Salitrillo (Aguascalientes)
El Salitrillo es una localidad del sur municipio mexicano de Rincón de Romos, en el estado de Aguascalientes. Su código postal es el 20 435.

## Geografía
Se sitúa a 1 923 metros sobre el nivel del mar.